# 特別救助隊
特別救助隊（とくべつきゅうじょたい、通称レスキュー隊）とは、人命救助活動を主要な任務とする消防の専門部隊のこと。「消防特別救助隊」とも呼ばれる。全国の消防に救助隊（ポンプ隊との兼任含む）が設置されており、さらに人口が10万人以上の地域を管轄する消防組織には救助専任の特別救助隊の設置が義務付けられている。

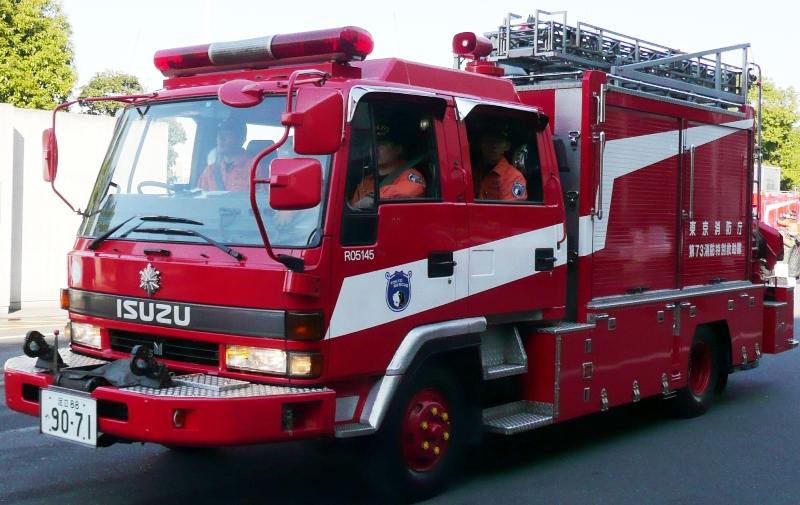
出初式から帰隊する東京消防庁江戸川特別救助隊（車両は2008年当時）

## 概要

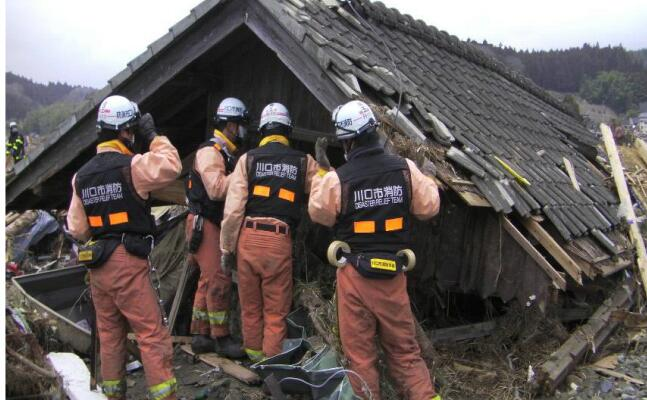
東北地方太平洋沖地震に伴う東日本大震災被災地で活動する川口市消防局の特別救助隊

レスキュー隊とも呼ばれ、全国の消防本部、消防署等に配置されており、主に火災や交通事故、労災事故など日常生活の中で起こる災害から洪水や土砂災害等の自然災害、河川や山間部で起こる水難救助及び山岳救助、震災など大規模災害まであらゆる人命救助事案に対応している。
さらにNBC災害（核兵器・生物兵器・化学兵器）やテロなどの特殊災害の際も救助活動を行う。緊急消防援助隊や国際消防救助隊（IRT）の登録隊員は国内外の災害にも出場する。
消防吏員の中でも優れた気力や体力、判断力を持ち、消防学校の救助科での研修または同等の訓練を受け、高度で専門的な知識と救助技術を備えた者により構成されている。
特別救助隊の特徴としては活動服はポンプ隊や救急隊と異なり、摩擦などに強い素材を使用し刺し子が取り入れられた暗い中でも目立つオレンジ色の“救助服”であり、救助資機材を積んだ救助工作車（東京消防庁での正しい呼称は「救助車」）に乗車するのが特徴である。
火災現場で着用する防火服は、本部によって仕様が分かれており、オレンジ色の防火服（東京消防庁など）の本部もあるが、一般の消防隊員と同じ防火服の本部もある。また、最近では感染防止衣も救助隊用のオレンジ色のものを取り入れたり、救急隊と同じ水色でも背中にオレンジの文字で本部名や部隊名が入っている本部もある。
なお、部隊名については仙台市消防局のように救助の専任であるが消火の能力を持つために「特別消防隊」と呼んでいたり、神戸市消防局のように「専任救助隊」と呼んでいたり、「消防署や出張所等の頭文字等＋救助隊」（例：南消防署なら南救助隊）と呼んでいる本部もあるなど各自治体の消防により部隊の呼び方や表記の仕方に違いがある。一般的にはレスキュー隊と通称されるが、消防関係者の間では特救のほか、活動服のオレンジ色からオレンジやオレンジ部隊と呼ばれる事が多い。
なお、管轄地域の特性や消防本部により特別救助隊の隊員が水難救助隊や山岳救助隊などを兼任している場合も多い。通常のレスキュー業務を行う傍ら、潜水に関する講習などに参加し潜水士免許を取得したり、山岳会の講習などに自費で参加する隊員も多い。
また毎年、全国各地域で選抜された救助隊員によって「全国消防救助技術大会」が開催されている。この大会は、日頃の訓練の成果を披露するとともに、救助技術を競い合い、また消防救助技術を学び、国民へ救助活動をアピールすることを目的としている。当初は救助隊の全国普及・技術の均一化を目指して開催が始まった。
自衛隊から技術を学び独自にレスキュー技術を完成させた消防救助隊であるが、現在は自衛隊や警察、海上保安庁、海外の消防隊の救助指導に携わっている。

## 東京消防庁の特別救助隊

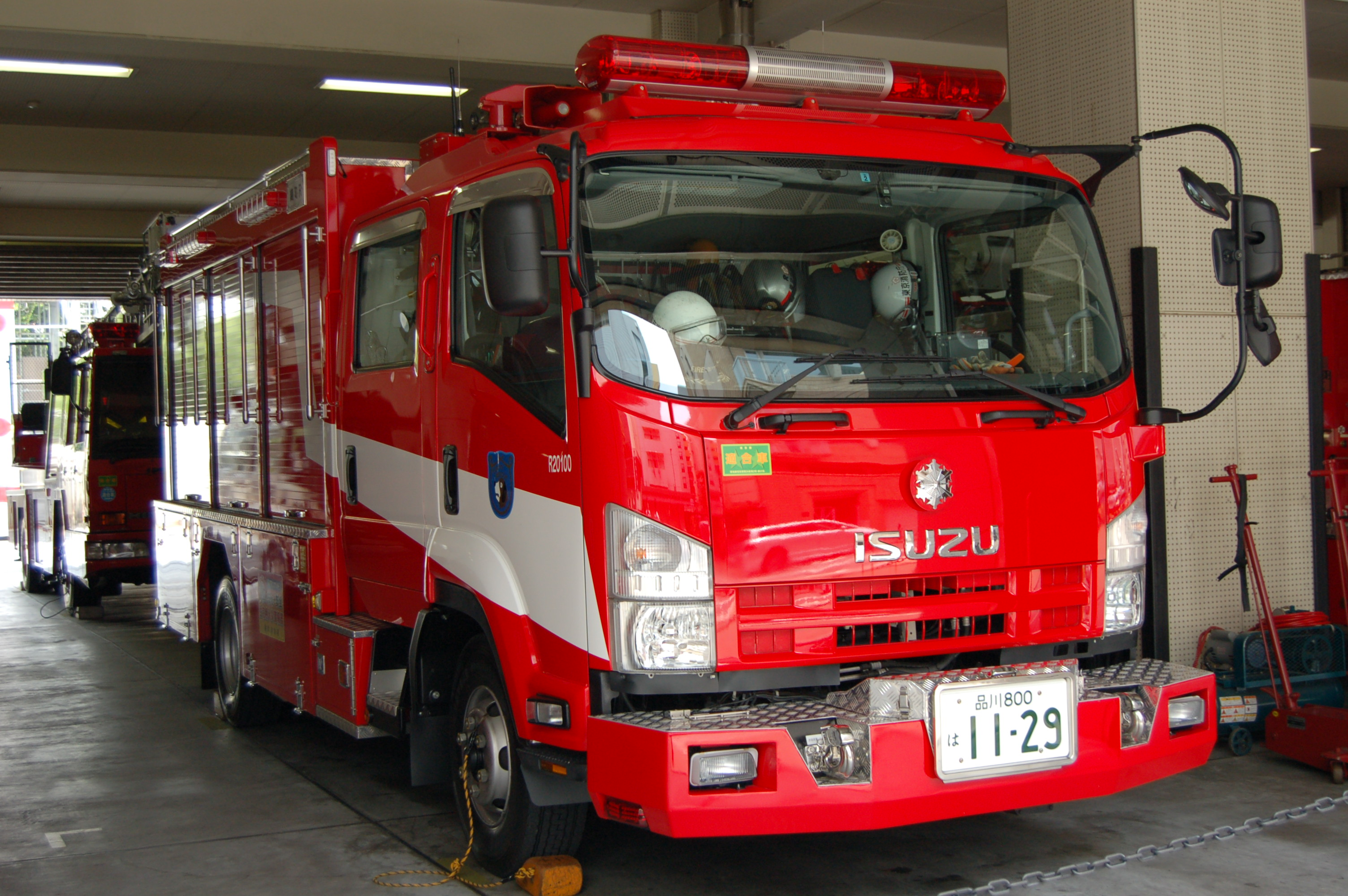
東京消防庁永田町特別救助隊の救助車

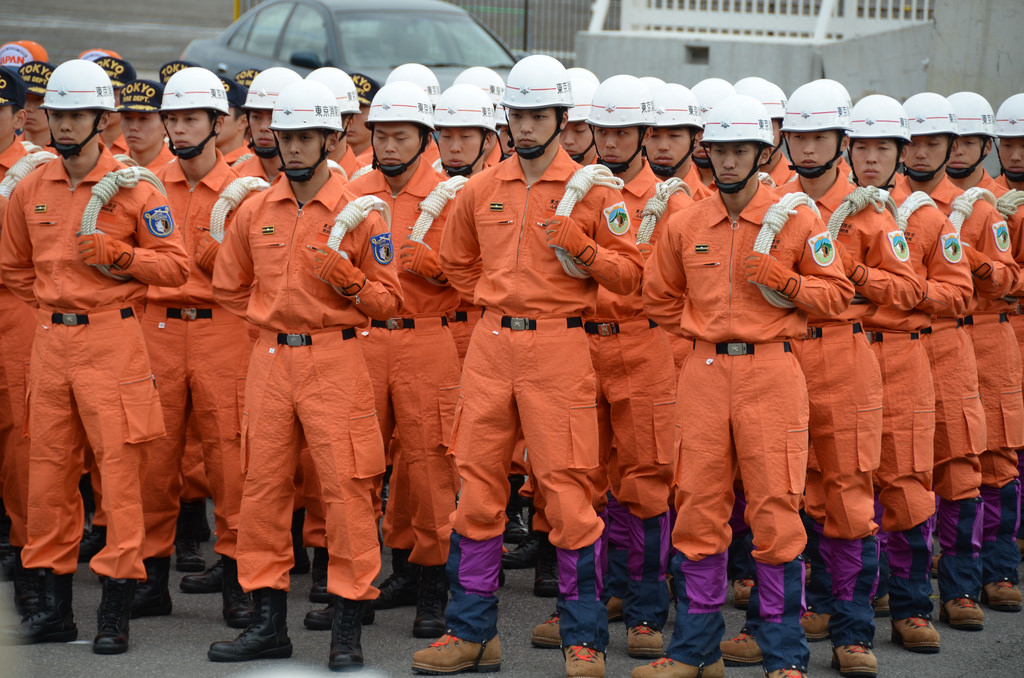
左腕に貼り付けられている青色ワッペンが特別救助隊、白色ワッペンが山岳救助隊の隊員であることを示している。

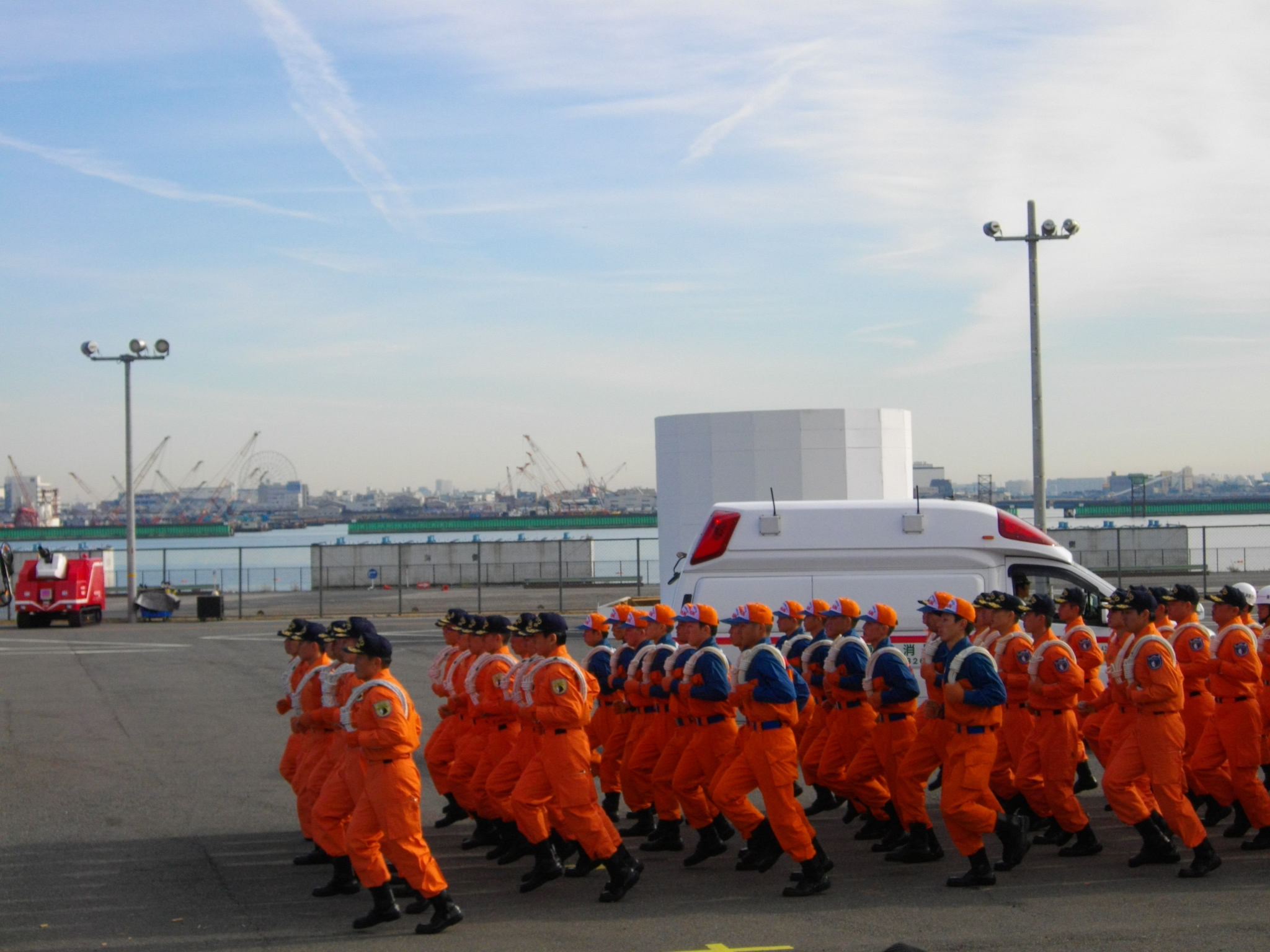
先頭が消防救助機動部隊、真中が国際消防救助隊、最後尾が特別救助隊

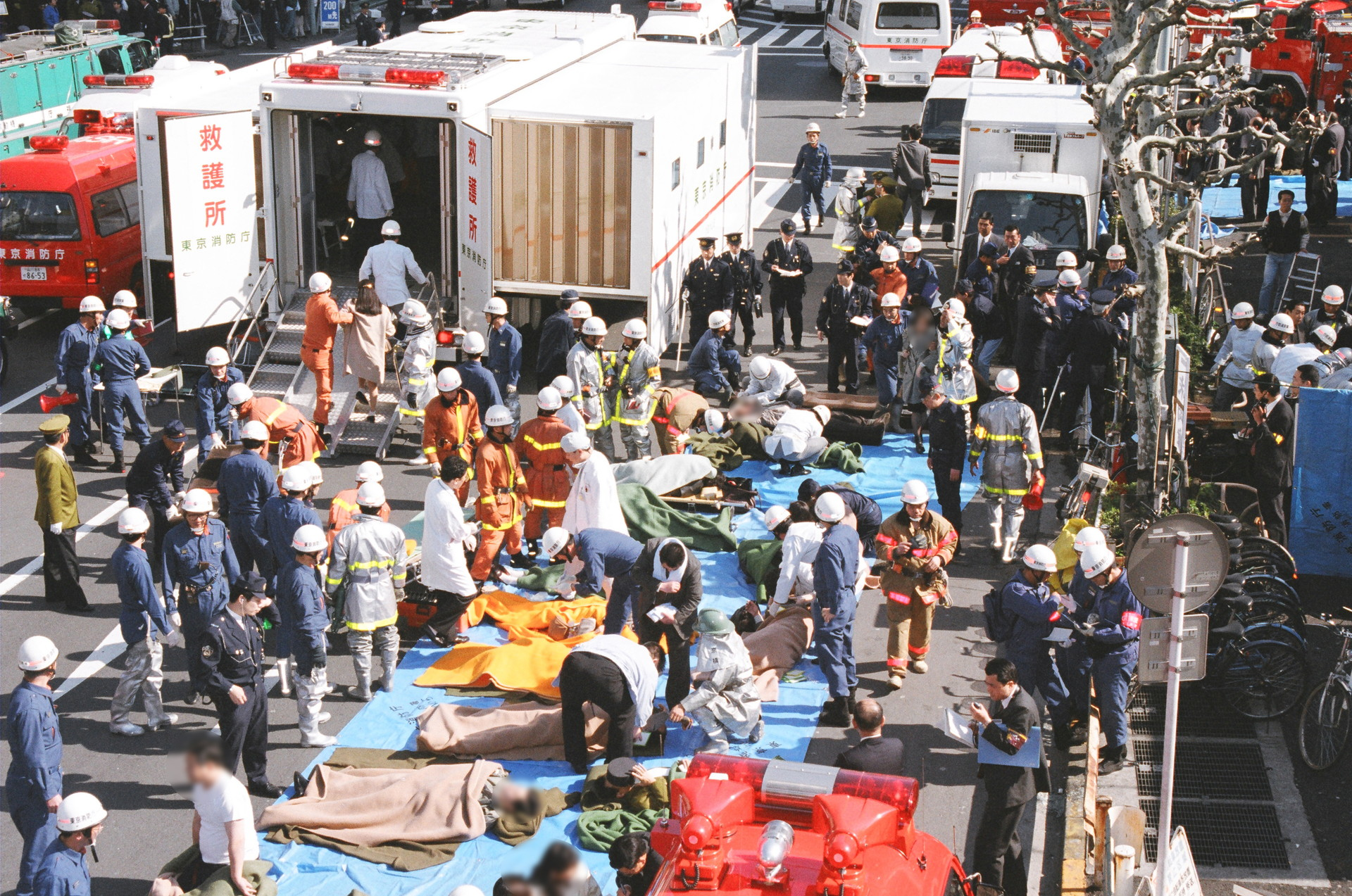
地下鉄サリン事件での特別救助隊員等の活動の様子

従来の火災による死者はその殆どが焼死者だったが、1932年に発生した白木屋火災では焼死者が0人、窒息死が1人に対して、墜落死が13人、負傷者が67人という大惨事となった。警視庁消防部(現在の東京消防庁)の神田消防署は、この火災を契機として1933年、救助車とドレーゲル式呼吸器や防煙マスクなどの救助資機材の寄贈を受け専任救助隊を新設し、本格的な人命救助活動（当時は主に火災現場での救助）を開始した。芝・麹町・本郷・下谷（現上野）・深川消防署にも試験的に配置された。しかし、太平洋戦争の影響で防空消防に全力をいれることになり廃止された。
東京消防庁は聖母の園養老院火災を契機として再び、人命救助の必要を認識したために1955年に専任救助隊制度を再度運用を開始した。
しかし、予想を超える重大事故が多発し救助要請が増えた事で、火災ではなく災害現場の人命救助に特化した部隊が必要と考え、東京消防庁は習志野駐屯地の空挺部隊から技術を学び独自にレスキュー技術を完成させていった。
そして1969年に麹町消防署永田町出張所に特別救助隊（通称：レスキュー隊、愛称：東京レスキュー）を設置し、運用を開始した。永田町特別救助隊は後にホテルニュージャパン火災で活躍した精鋭として知られる。

さらに東京消防庁は、阪神・淡路大震災を教訓に大規模災害等に対応するため、1996年に特別救助隊等から選抜された特別な技術・能力を持ち高度な救出救助能力を有する隊員や装備で編成される消防救助機動部隊（通称：ハイパーレスキュー）を創設した。2020年4月現在、都内に23隊の特別救助隊と5隊の消防救助機動部隊、１隊の即応対処部隊が設置されている。
なお、1974年に渋谷・深川・三鷹・淀橋（当時）消防署にはしご車に救助資機材を積載したはしご特別救助隊が設置されたが1995年4月の深川消防署豊洲はしご特別救助隊を最後に廃止された。
東京消防庁では特別救助隊の養成に特に力を入れているために“最難関”と呼ばれる厳しい適任者選抜を通過し、更に“地獄”と評される「特別救助技術研修」を修了する必要がある（40日間かけて徹底的に叩き込まれるが、体力の問題や負傷等によりドクターストップがかかる落伍者も僅かにいる）が、修了したからといって直ちに隊配属となる訳ではなく、特別救助隊に欠員が出るか、増員に伴ってやっと配属となる（まず、はしご隊等に配属されることも多い）。
なお、東京消防庁の特別救助隊は日本各地や台湾・中国の救助隊や海上保安庁の特殊救難隊などに救助技術の指導を行っており、創設に携わっている。
東京消防庁の特別救助隊の外見的な特徴としてはオレンジ色の救助服の左肩にはスイスで救助犬として活躍したセントバーナード犬のバリー号がホースと筒先で囲まれた青色の紋章が刺しゅうされている点である（部隊により紋章がかわり、これがハイパーレスキューになるとセントバーナードがフック付きワイヤーに囲まれたゴールドの紋章となる）。救助車のドアにも同じマークがペイントされている。

## 横浜市消防局の特別救助隊

横浜市消防局の特別救助隊のYRマークの入った救助工作車

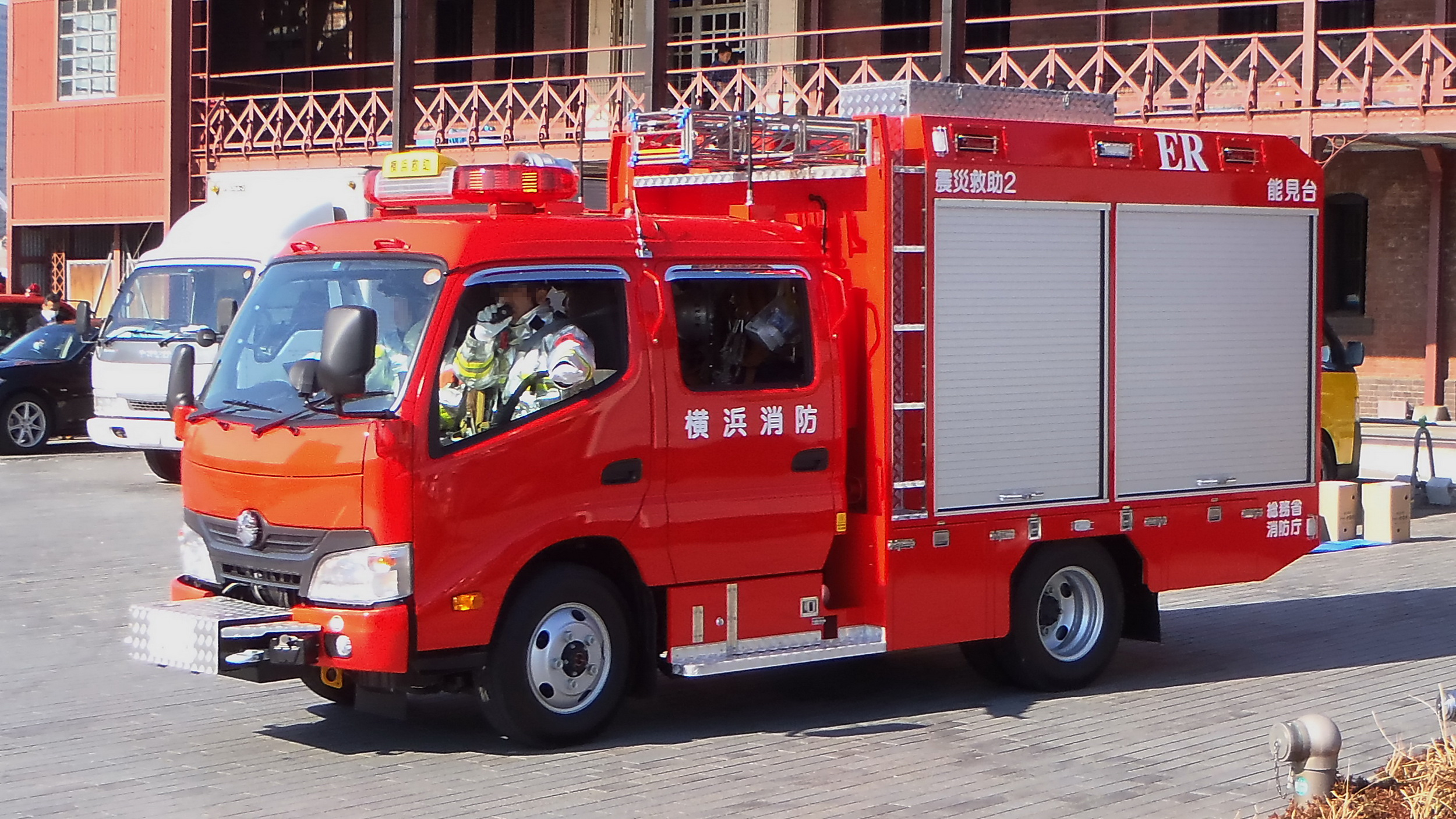
横浜市消防局能見台特別救助隊の機動震災救助車

横浜市消防局は戦後の開発や高度経済成長期の突入で都市環境が急速に変化したことから、様々な事故で人命救助活動の必要性が増すと想定し、どんな困難な状況にも対応できる不屈のレンジャー精神を養うために1963年7月より一部の消防隊員を陸上自衛隊富士学校に派遣し、レンジャー技術を習得させ始め、米軍消防の装備を参考に油圧式救助器具や空気呼吸器等の装備を導入した。
1963年11月9日には横浜市で発生した鶴見事故において、陸上自衛隊で訓練を終えた横浜市消防局の第一期生の隊員達が出動し、人命救助に活躍した事を受けて横浜市消防局は1964年8月20日に、救助課を新設し人命救助の専門部隊として中消防署伊勢佐木出張所に「消防特別救助隊（通称：横浜レンジャー）」を創設した。さらに1967年には市内に兼任救助隊を10隊配置した。
1975年6月に伊勢佐木消防出張所の消防特別救助隊を特別消防隊（特消（とくしょう））に、1982年4月に兼任救助隊10隊を救助隊（後に18隊に増強）にそれぞれ改称した。さらに、1983年に4月に特別消防隊を市民防災センターに配転した。阪神・淡路大震災を教訓として1997年には機動救助隊（スーパーレンジャー）を設置。
2008年10月に市民防災センターの特別消防隊と中消防署本牧和田消防出張所の機動救助隊を統合し「特別高度救助部隊（通称：スーパーレンジャー=SR）」を発隊させ、2010年に市内の18消防出張所の救助隊も「特別救助隊（通称：横浜レンジャー=YR）」に改称した。
なお、横浜市消防局では日本で最初に消防救助隊を創設した際に陸上自衛隊のレンジャーに隊員を派遣した経緯からレスキューではなくレンジャーと呼称している。
横浜市消防局は救助隊の養成や技術の維持・開発に力を入れているために、毎年、救助隊員を対象に10日間の技術測定試験を行っており、技能が基準に満たなければ即時外され消火隊へ異動となる。そのため、北海道から九州まで全国の消防本部から救助隊が研修に訪れており創設にも携わっている。また毎年、全国各地域で選抜された救助隊員によって「全国消防救助技術大会」が開催されているが、この大会も横浜市で生まれた。

## 特別救助隊設置の法制化
白木屋火災の教訓から1933年に警視庁消防部(現在の東京消防庁)の神田消防署に主に火災現場での人命救助を重点とした専任救助隊が設置され、名古屋市消防局は1949年に本部直轄の救助部隊「局救助隊」（特別消防隊の前身）を設置、京都市消防局は1962年に専任救助分隊3隊を配置、大阪市消防局も1965年に人命救助を優先した消防特科隊を設置し、聖母の園養老院火災や金井ビル火災などの多数の死者がでた火災事故が相次いで発生したために1950年代から1965年にかけて主に火災現場での人命救助に重点を置いた救助隊が全国の消防本部にも創設され始めた。
1963年に横浜市消防局が救助研修を始め、1964年に人命救助の専門部隊として「消防特別救助隊」（通称：横浜レンジャー）を創設し、1966年に千葉市消防局は横浜市消防局に指導を受け特別救助隊を設置し、1969年に東京消防庁も麹町消防署永田町出張所に特別救助隊（通称：レスキュー隊、愛称：東京レスキュー）を創設し、それぞれ従来のように火災のみならずあらゆる災害での救助活動を行う目的の特別救助隊の運用を開始した。
1986年になると消防法の改正により『救助隊の編成、装備及び配置の基準を定める省令（昭和61年自治省令第22号）』が示された事により全国の消防に人命救助を専門とした救助隊と人口10万人以上の地域には救助隊よりもさらに高度な特別救助隊を設置する事が法制化された。
これを受けて全国の消防本部は、東京消防庁と横浜市消防局を参考に通称レスキュー隊とよばれ火災現場だけではなくあらゆる災害の人命救助にあたる救助隊・特別救助隊が創設された。
さらに総務省消防庁は、2006年4月1日に新潟県中越地震及びJR福知山線脱線事故などの経験と教訓、新潟県中越地震での東京消防庁の消防救助機動部隊（通称ハイパーレスキュー）の活躍（長岡市土砂崩れ現場での男児救出）から、全国的に高度な技術を持った救助隊の必要性を認識し、『救助隊の編成、装備及び配置の基準を定める省令（昭和61年自治省令第22号）』の一部を改正し、省令第5条、第6条で規定する「全国の中核市消防本部等に高度救助隊を、特別区が連合する消防(東京都)及び政令指定都市消防本部等に特別高度救助隊を設置した。これらの部隊は特別救助隊の中から特別な訓練を受けた高度な救出救助能力を持つ隊員を選抜して編成されている。

### 消防救助隊の設置基準
現在、日本の消防救助隊は次の四段階構成になっている。なお、いずれも配置の基準を満たしていない自治体でも自主設置可能とされている。
| 区分           | 救助資機材の基準 | 車両の基準                       | 配置の基準                                                                                             | 隊員の構成                                                                        |
| -------------- | --- | -------------------------------- | --- | --------------------------------------------------------------------------------- |
| 救助隊         | 救助活動に必要最低限の資機材                                                                                               | 救助工作車又は他の消防車1台      | 人口が10万人未満の地域                                                                                 | 人命救助の専門教育を受けた隊員5名以上で編成するように努める。いわゆる兼任救助隊。 |
| 特別救助隊     | 救助隊よりプラスアルファの資機材                                                                                           | 救助工作車1台                    | 人口が10万人以上の地域                                                                                 | 人命救助の専門教育を受けた隊員5名以上                                             |
| 高度救助隊     | 高度救助資機材（電磁波人命探査装置、二酸化炭素探査装置、水中探査装置など一部の高度救助資機材は、地域の実情に応じて備える） | 救助工作車1台                    | 中核市もしくは消防庁長官が指定するそれと同等規模もしくは中核市を有しない県の代表都市を管轄する消防本部 | 人命救助の専門教育を受けかつ高度な教育を受けた隊員5名以上                         |
| 特別高度救助隊 | 高度救助資機材と地域の実情に応じてウォーターカッターと大型ブロアー                                                         | 救助工作車1台と特殊災害対応車1台 | 政令指定都市および特別区が連合する消防(東京都)                                                         | 人命救助の専門教育を受けかつ高度な教育を受けた隊員5名以上                         |